# Theatre of Hate
«Theatre of Hate» — англійський пост-панковий музичний гурт, заснований у Лондоні 1980 року.
До оригінального складу ввійшли: співак і колишній учасник панк-рок-гурту «The Pack» Кірк Брендон (Kirk Brandon), гітарист Стіві Гезрі (Steve Guthrie), басист Стен Стамерс (Stan Stammers) («The Straps/Epileptics»), саксофоніст Джон Ленард (John Lennard) і ударник Люк Рендл (Luke Rendle) з «Crisis/The Straps».

## Дискографія

### Альбоми

#### Студійні
- Westworld (1982) (UK #17)
- Ten Years After (1993)
- Retribution (створений дотичним гуртом Kirk Brandon's 10:51, але виданий Theatre of Hate 1996 року)
- Aria of the Devil (1998)

#### Живі
- He Who Dares Wins (1981) (UK Indie #1)[1]
- Live At The Lyceum (1981)
- He Who Dares Wins: Live In Berlin (1982) (UK Indie #3)[1]
- Original Sin Live (1982, виданий 1985) (UK Indie #12)[1]
- Love is a Ghost (live 14/6/1981) (2000)

#### Збірки
- Revolution (1984) (UK #67, UK Indie #1)[1]
- The Complete Singles Collection (1995)
- Theatre of Hate Act 1 (1998) (містить Revolution і Live in Sweden)
- Theatre of Hate Act 2 (1998) (містить Ten years After і He Who Dares Wins)
- Theatre of Hate Act 3 (1998) (містить Retribution і Bingley Hall)
- Theatre of Hate Act 4 (1998) (містить The Sessions і Live at the Astoria)
- Theatre of Hate Act 5 (1998) (містить The Singles і He Who Dares Wins)
- The Best of Theatre of Hate (2000)

### Окремки
| Назва                                           | Дата виходу   | Альбом    | Позиція в UK Singles Chart | Позиція в UK Indie Chart |
| ----------------------------------------------- | ------------- | --------- | -------------------------- | ------------------------ |
| "Original Sin"/"Legion"                         | Листопад 1980 | -         | -                          | 5                        |
| "Rebel Without A Brain"/"My Own Invention"      | Квітень 1981  | -         | -                          | 3                        |
| "Nero"/"Incinerator"                            | Липень 1981   | -         | -                          | 2                        |
| "Do You Believe In The West World"/"Propaganda" | Січень 1982   | Westworld | 40                         | 1                        |
| "The Hop"/"Conquistador"                        | Травень 1982  | -         | 70                         | -                        |
| "Eastworld"/"Assegai"                           | Листопад 1982 | -         | -                          | 3                        |
| "Americanos"                                    | невиданий     | -         | -                          | -                        |